# موش پنبه پرویی
موش پنبه پرویی (نام علمی: Sigmodon peruanus) نام یک گونه از زیرخانواده سینی‌دندانیان است.